# The Gift (película)
Este artículo trata sobre la película; para el álbum musical, véase The Gift (álbum).
The Gift, también conocida como Premonición por su traducción al español, es una película estadounidense del año 2000 dirigida por Sam Raimi y escrita por Billy Bob Thornton y Tom Epperson. Es un thriller sobrenatural en el cual su personaje principal es Anabelle Annie (Cate Blanchett) envuelta en un asesinato como resultado de una «visión» del crimen. Otros personajes son interpretados por Giovanni Ribisi, Keanu Reeves, Hilary Swank y Katie Holmes.

## Trama
Año 2000: Annie Wilson (Cate Blanchett) es una vidente de Brixton, Georgia, viuda y con tres hijos. Su marido murió en un accidente el año pasado. El filme inicia sus tintes de misterio cuando la prometida del director de una escuela, Jessica King (Katie Holmes), desaparece. Annie recibe una visión en la cual Jessica es asesinada y arrojada en un estanque. Su cuerpo es luego encontrado en la laguna dentro de la propiedad de Donnie Barksdale (Keanu Reeves), y este es llevado a juicio y puesto en prisión.
Annie recibe otra visión que le advierte que Donnie es inocente, y se da cuenta de que el exnovio de Jessica, Wayne (Greg Kinnear), es el único que tuvo la oportunidad de asesinarla.

## Reparto
- Cate Blanchett - Annie Wilson
- Giovanni Ribisi - Buddy Cole
- Keanu Reeves - Donnie Barksdale
- Katie Holmes - Jessica King
- Greg Kinnear - Wayne Collins
- Hilary Swank - Valerie Barksdale
- Michael Jeter - Gerald Weems
- Kim Dickens - Linda
- Gary Cole - David Duncan
- Rosemary Harris - Abuela de Annie
- J. K. Simmons - Sheriff Pearl Johnson